# Serratovolva
Genre
Serratovolva est un genre de mollusques gastéropodes marins appartenant à la famille des Ovulidae. 

## Liste d'espèces
Selon World Register of Marine Species (19 septembre 2020) :
- Serratovolva dondani (Cate, 1964)
- Serratovolva luteocincta Celzard, 2008
- Serratovolva minabeensis Cate, 1975